# Веселовська Мирослава Іванівна
Мирослава-Ольга Іванівна Веселовська (нар. 5 березня 1937, село Йосипівка, тепер Буського району Львівської області — 19 серпня 2007, село Йосипівка Буського району Львівської області) — українська радянська діячка, новатор сільськогосподарського виробництва, ланкова колгоспу імені Мічуріна Буського району Львівської області. Герой Соціалістичної Праці (8.12.1973). Депутат Верховної Ради УРСР 10-го скликання.

## Біографія
Народилася в селянській родині. Здобула середню освіту: закінчила Олеську середню школу Буського району Львівської області.
З 1955 року — колгоспниця, з 1960 року — ланкова колгоспу імені Мічуріна села Йосипівки (центральна садиба в селі Ожидів) Буського району Львівської області. Вирощувала високі врожаї цукрових буряків, збирала по 500—700 цнт. буряка із кожного гектара на площі 20 гектарів.
Член КПРС з 1968 року. Обиралася членом бюро Буського районного комітету КПУ Львівської області.
Потім — на пенсії в селі Йосипівці Буського району Львівської області.
Померла 19 серпня 2007 року в селі Йосипівці Буського району Львівської області.

## Нагороди
- Герой Соціалістичної Праці (8.12.1973)
- два ордени Леніна (1971, 8.12.1973)
- орден «Знак Пошани» (1966)
- медалі
- лауреат Державної премії Української РСР